# Parc Valea Trandafirilor de Chișinău

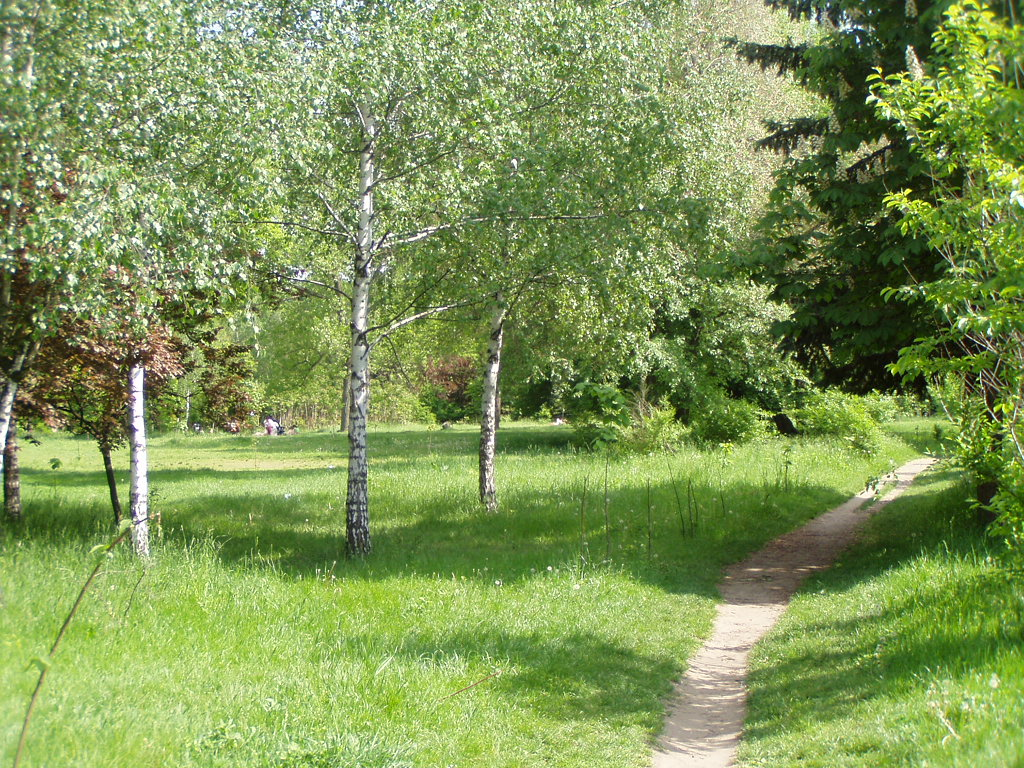
Vall de Roses

Parc Valea Trandafirilor de Chișinău (en romanès: Valea Trandafirilor) és un parc urbà que inclou les restes d'un antic santuari eslavó. Està situat a la ciutat de Chișinău, Moldàvia.

## Temps moderns
A la dècada de 1950 es van plantar plantacions de roses a la Vall de les Roses. A finals de la dècada de 1960, el parc va veure algunes millores. Es van establir nous carrils, preses de formigó van ser construïdes i llacs van ser absolts de llim.
Ara la part central del parc està decorada amb diversos llacs de nou hectàrees. Hi creixen unes 50 varietats d'arbres i arbustos. Hi ha un escenari amb una capacitat de 1000 espectadors, un petit parc d'atraccions amb una noria i els restaurants Doina (destruït), Cetatea Veche ("La fortalesa vella") i Curtea Vînătorească ("La cort dels caçadors"). Les restes de diversos ídols de pedra es van conservar i restaurar a la dècada de 1970 en forma d'estàtues decoratives. També es van conservar les escales que conduïen als altars i la fundació d'una antiga construcció a la vora d'un dels llacs —actualment part del restaurant Cetatea Veche.

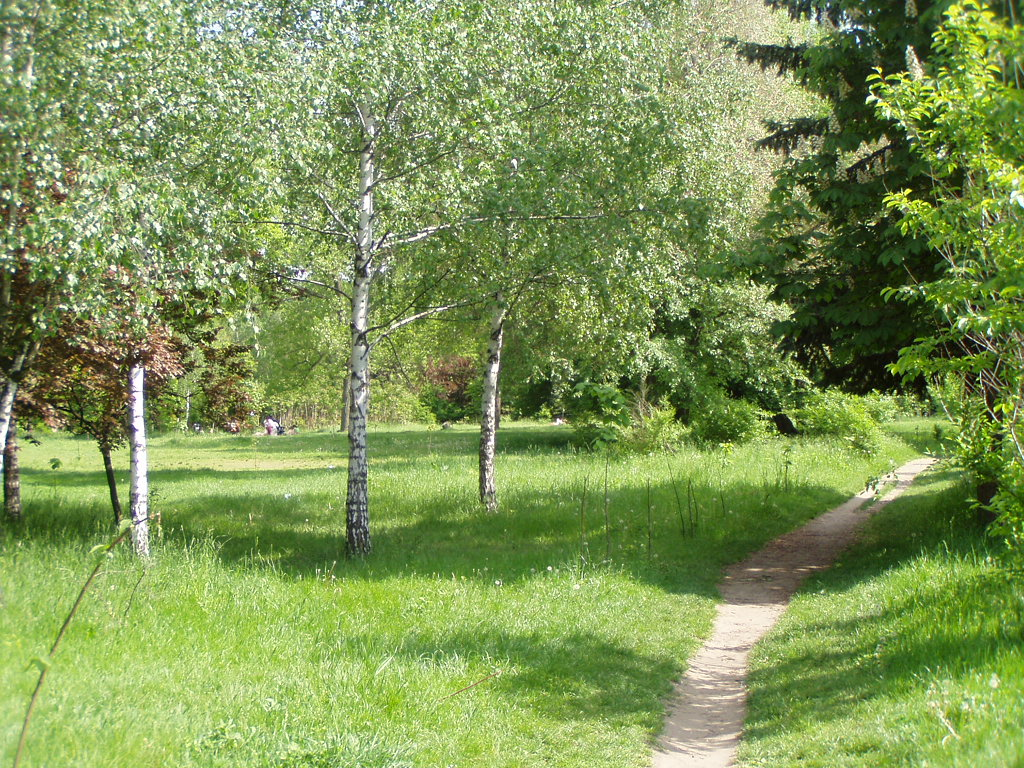
Vall de Roses